# Rathaus Markgröningen
Das Rathaus der Stadt Markgröningen im Landkreis Ludwigsburg wurde ab 1441 als Kaufhalle, Rats- und Gerichtsgebäude der einstigen württembergischen Amtsstadt Grüningen erstellt. Die Größe und die hohe bauliche Qualität des denkmalgeschützten Fachwerkgebäudes spiegeln den „Zweiten Frühling“ der ehemaligen Reichsstadt im 15. Jahrhundert wider.

## Baubeschreibung

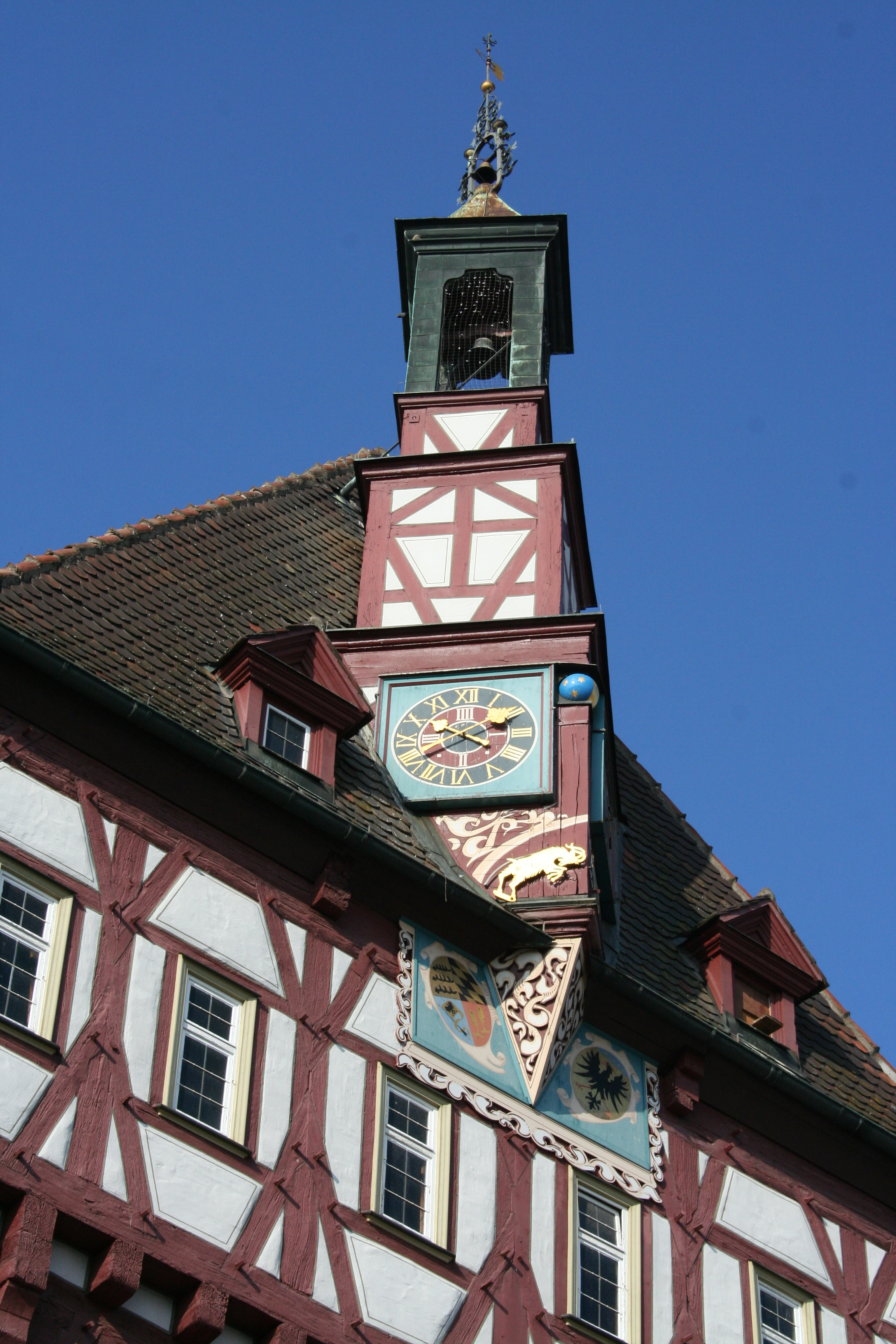
Turmerker

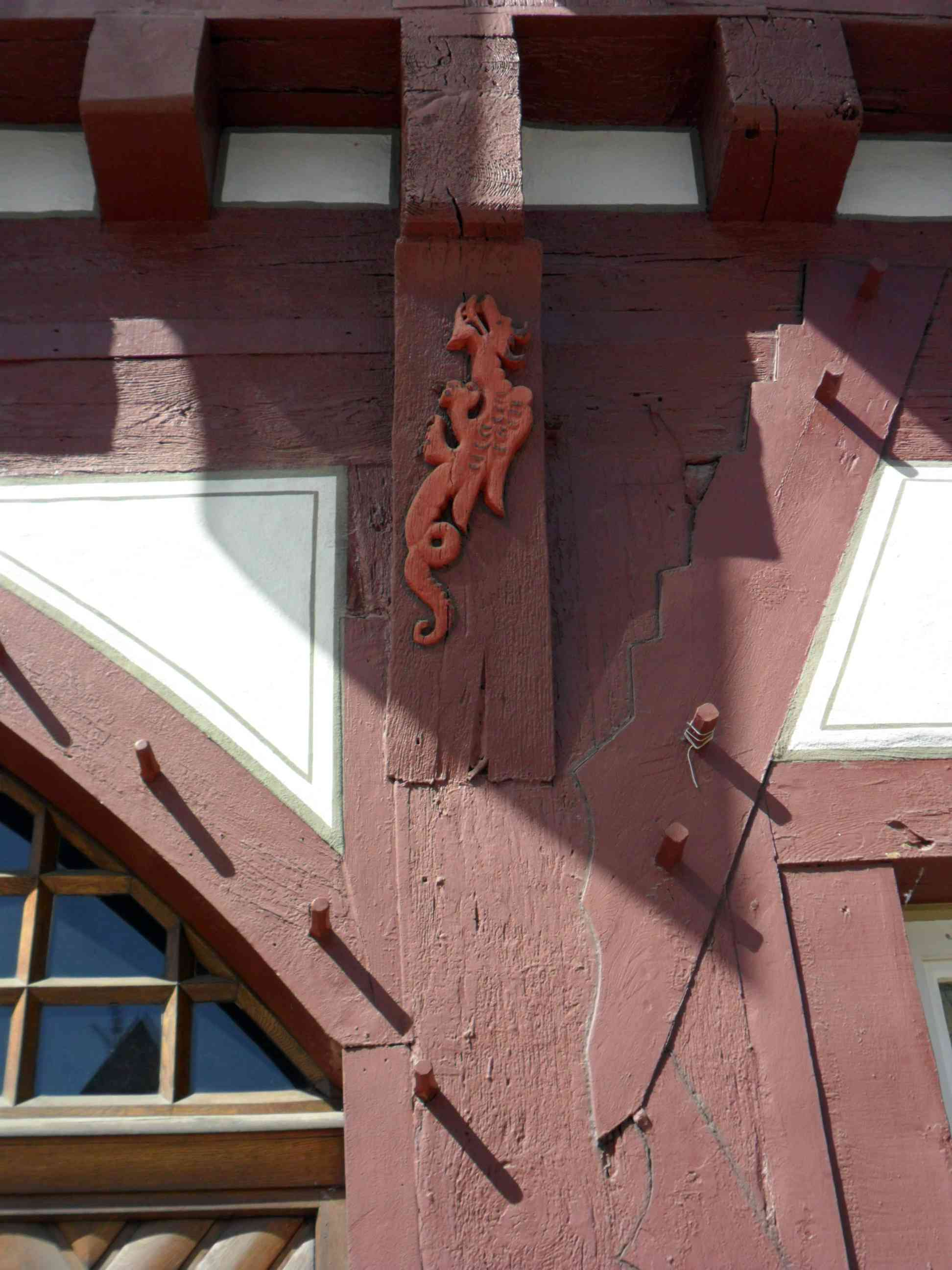
Holznägel und Schnitzwerk

Als „Rathaus von Holz gemacht, des gleichen wohl nicht gefunden wird“, hob der viel herumgekommene Hans Grüninger das eindrucksvolle Fachwerkgebäude in dem von ihm 1527 herausgegebenen Begleitheft zu Martin Waldseemüllers Weltkarten heraus. Auch wenn dieser Superlativ nach Lokalpatriotismus für seine Heimatstadt Grüningen riecht, hatte er zur damaligen Zeit durchaus seine Berechtigung und wurde in der neuzeitlichen Fachliteratur mehrfach bestätigt: „Ein wundervoller und imponierender Bau von auffallend harmonischer Gestaltung und monumentaler Wirkung“, der „ohne Zweifel zu den schönsten Fachwerkhäusern in Deutschland“ zählt.
Vermutlich auf Initiative des Vollandschen Handelshauses ersetzte die damals reichste Bürgerschaft Württembergs mit diesem landesweit größten Rathaus einen zwischen dem Pfarrhof (zuvor Herrenhof) und der Kirchgasse gelegenen Vorgängerbau. Die Kunstfertigkeit der beauftragten Zimmerer gilt als legendär und lässt den Rückschluss zu, dass es dieselben waren, die zuvor das Alte  Rathaus in Esslingen am Neckar errichtet und in Grüningen noch übertroffen haben.
Konzipiert war der Bau als „Mehrzweckgebäude“, in dem nicht nur der Rats- und Gerichtssaal, Amtsstuben und ein Festsaal untergebracht waren, sondern Erdgeschoss und erstes Obergeschoss dem Handel mit Textilien, Salz, Brot oder Fleischwaren dienten. Zu ihrem Zunfttag während des Schäferlaufs stand das Gebäude, in dem bis heute ihre Zunftlade verwahrt wird, den württembergischen Schäfern zur Verfügung.
Das spätmittelalterliche Gebäude ruht auf 54, mittlerweile steinharten Eichensäulen. Laut dendrochronologischer Untersuchung wurden die Eichen im Winter 1440/41 geschlagen. Das alemannische Fachwerk wurde mit beeindruckender Präzision im spätgotischen Stil ausgeführt, teils mit Holznägeln fixiert und mit Schnitzereien verziert. Mit drei hohen Voll- und zwei Dachgeschossen überragt das Rathaus seine Nachbarbauten und dominiert den Marktplatz. Einen besonderen Akzent setzt der später hinzugefügte und um 45 Grad gedrehte Turmerker mit einer astronomischen Uhr mit doppeltem Ziffernblatt, an der zum Stundenschlag zwei Widder aufeinanderstoßen. Eine sich mitdrehende Kugel zwischen den Zifferblättern zeigt die Mondphasen an. Die Glocke wurde 1614 gegossen. Unter dem Turmerker sind das ab 1495 geführte Wappen des Herzogtums Württemberg und das Grüninger Amtswappen angebracht. An der Südfassade blieb eine Sonnenuhr erhalten.
Die Breite des Gebäudes beträgt im Grundriss 15,47 Meter, die Länge zwischen 24,93 und 24,96 Meter und die Höhe je nach Firstpunkt zwischen 26,24 und 26,41 Meter. Vor der Pflasterung des Marktplatzes war das Gebäude etwa 20 Zentimeter höher. Die Gebäudemaße wurden vom unbekannten Baumeister per Triangulation festgelegt.

### Alte Ansichten

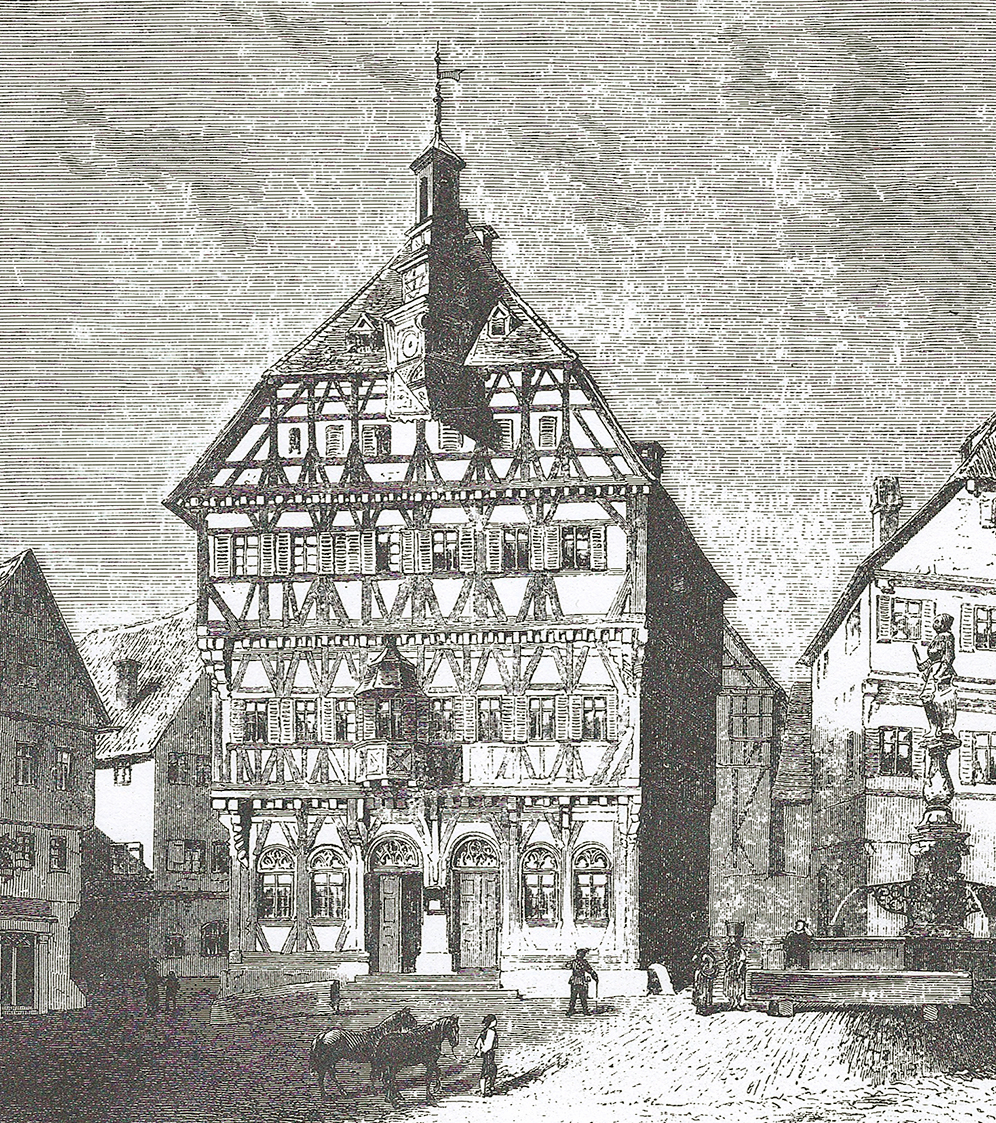
Um 1865: Mit Doppelportal, Rundbogenfenstern im EG und Baldachin überm Balkon
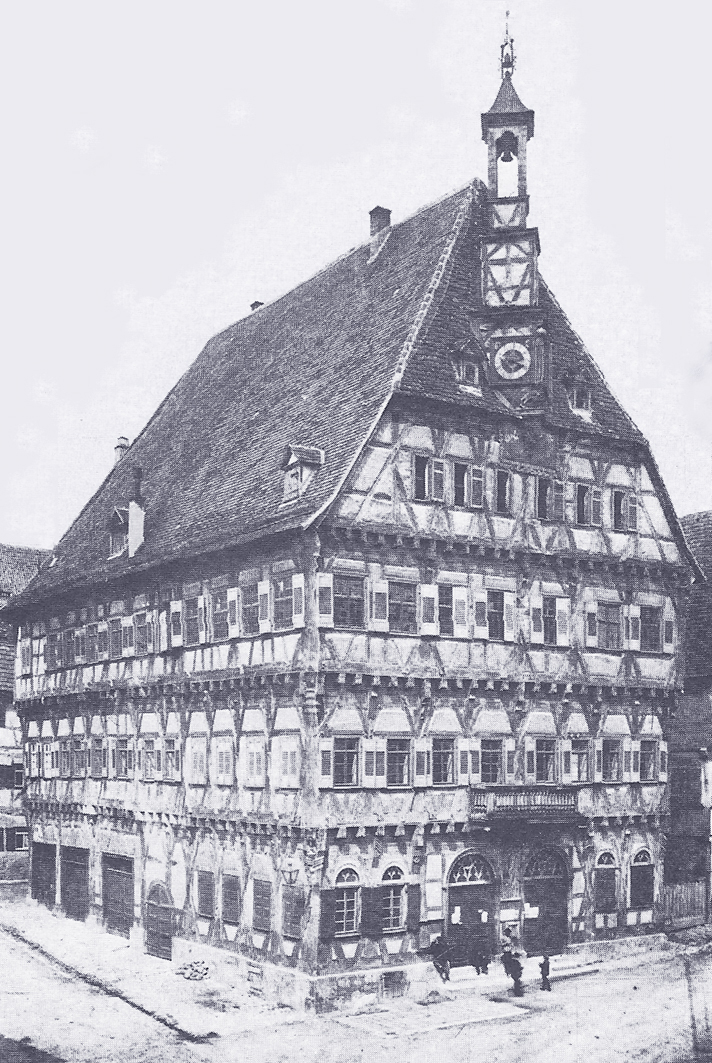
Um 1900 mit breiterem Balkon, Feuerwehrmagazin, Polizeiposten und Stadtwaage
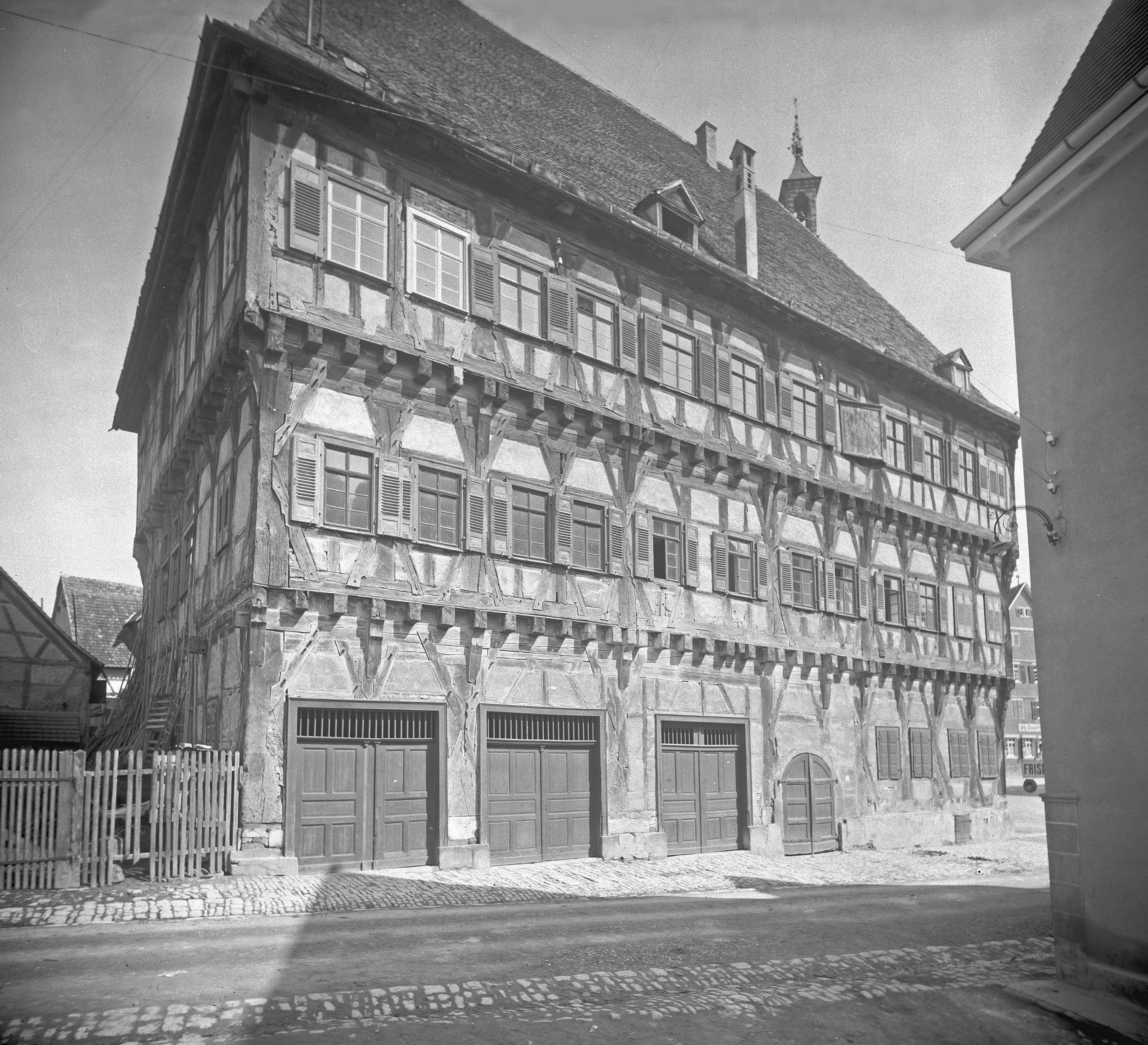
Südfassade des Rathauses in den 1920er Jahren mit Sonnenuhr
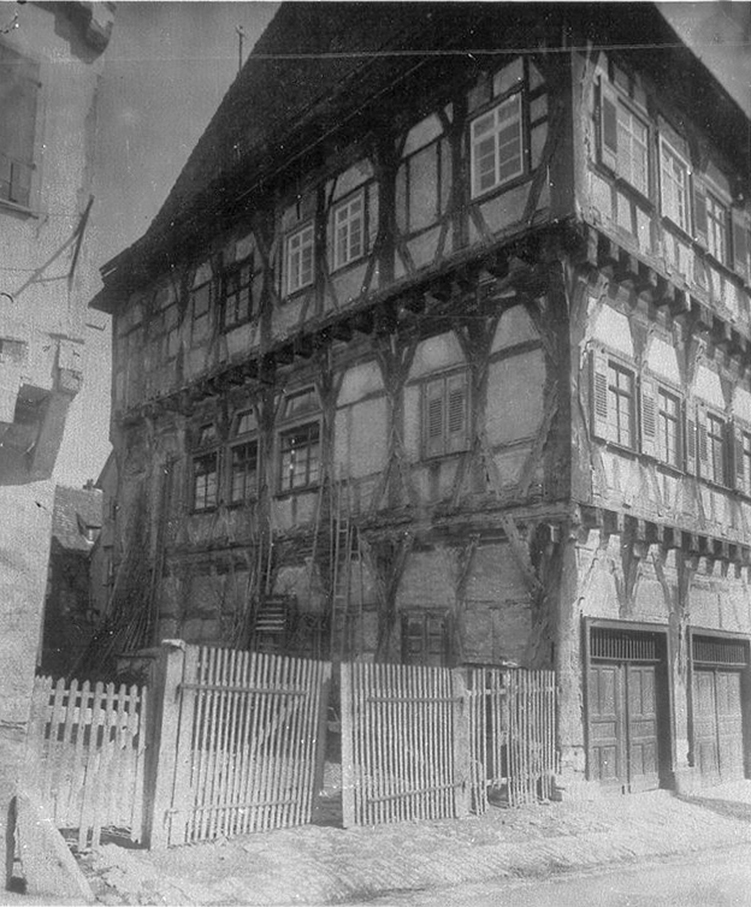
Westfassade in den 1920er Jahren mit zugemauerten Fenstern
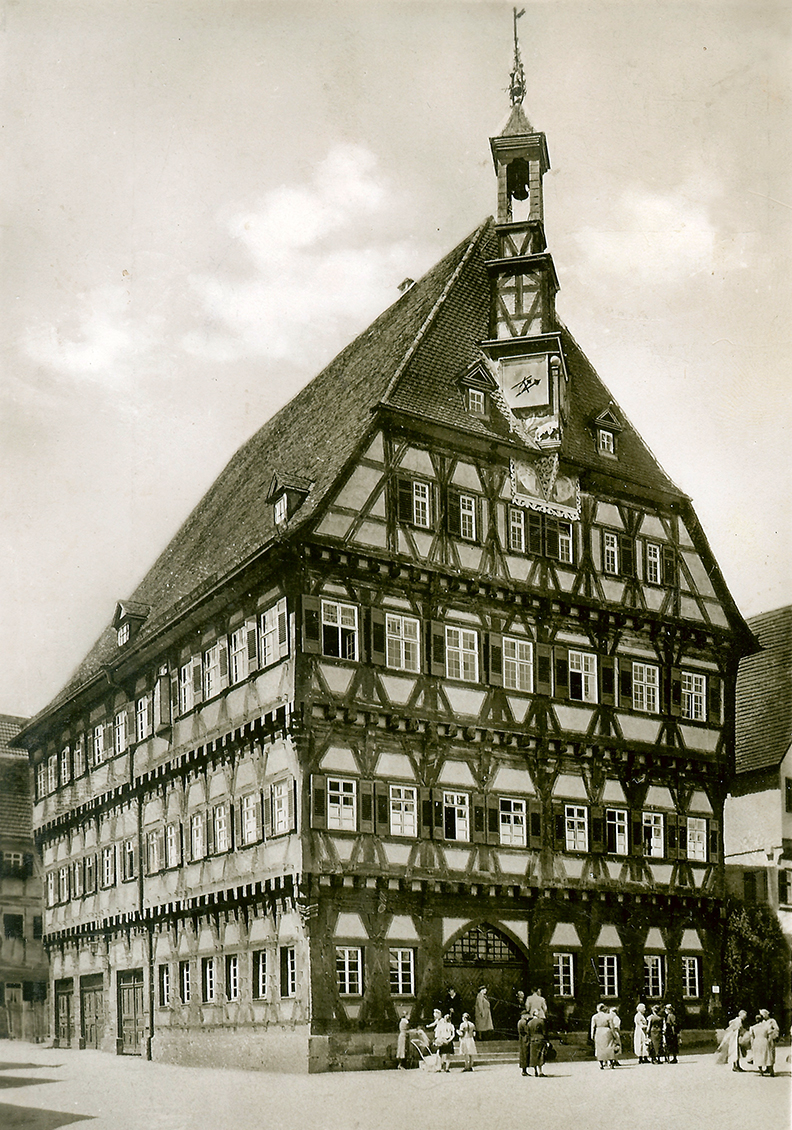
Nach der Sanierung von 1930 mit dezentralem Hauptportal und ohne Balkon

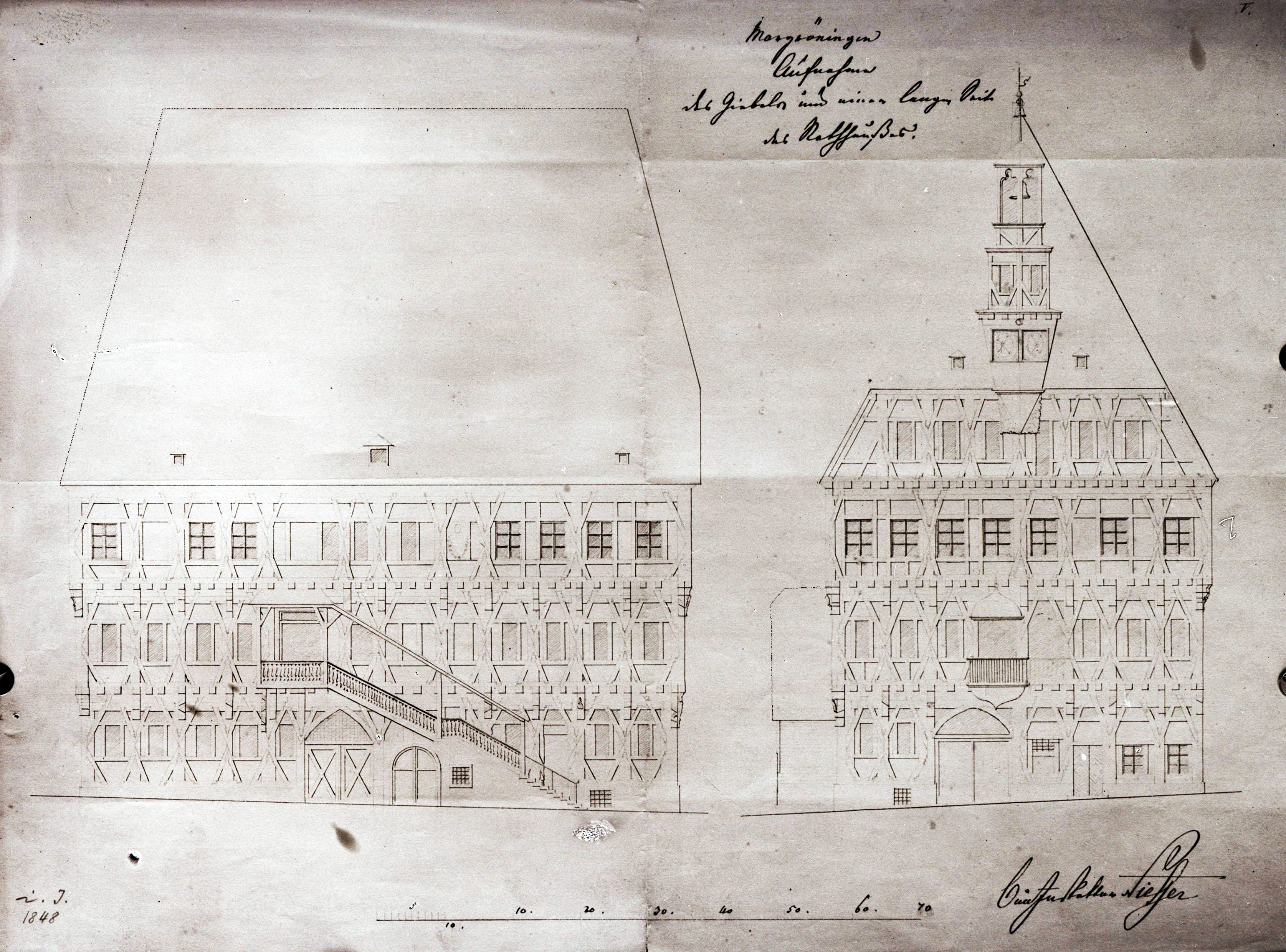
Nieffers Bauaufnahme von 1848: an der Südfassade mit Sonnenuhr, überdachter Außentreppe, zweitem Portal und Kellerzugang, an der Ostfassade mit Verkündbalkon mit Baldachin, Hauptportal und zusätzlicher Tür neben der Arrestzelle

### Umbauten
Bis ins 19. Jahrhundert waren die meisten Fensteröffnungen nicht verglast. Im Laufe der Zeit verdrängte die wachsende Stadtverwaltung die Händler und brachte statt diesen vorübergehend die örtliche Polizei und die Feuerwehr im Erdgeschoss unter. Die ursprünglich an der Südfassade angebrachte Außentreppe wurde im 19. Jahrhundert durch eine breite innenliegende Treppe ersetzt. Ein 1848 von Bauinspector Nieffer konzipierter massiver Eingriff in die Bausubstanz scheiterte an den Kosten. Die Störfaktoren eines zwischendurch an der Nordfassade angebrachten Küchenbaus und eines Baldachins über dem Verkündbalkon im ersten OG wurden im Zuge der Umgestaltungen im 19. Jahrhundert wieder entfernt. Das seinerzeit an der Ostfassade eingefügte Doppelportal mit Rundbögen wurde 1930 originalgetreu durch ein einfaches Portal ersetzt. Der Balkon darüber wurde entfernt. 1963 wurde das Feuerwehrmagazin wieder ausgelagert und dessen drei Tore an der Südseite mit passendem Fachwerk geschlossen.

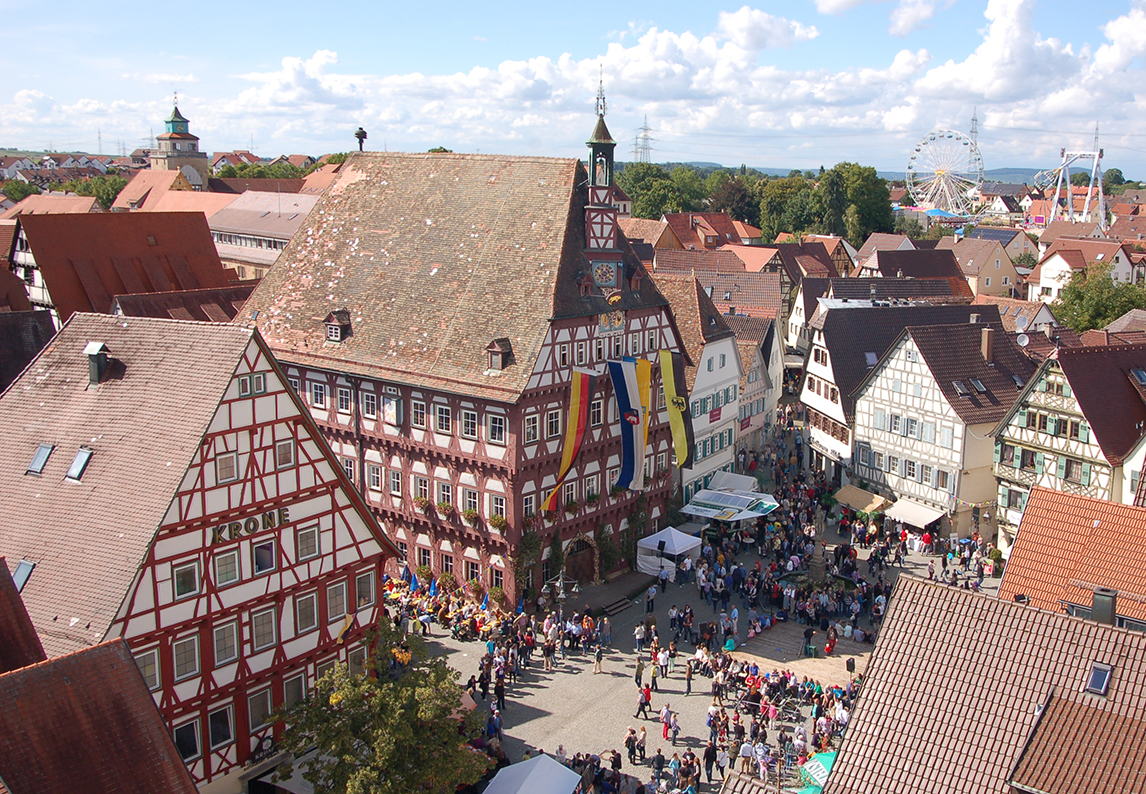
Das „imposante“ Rathaus überragt die umliegenden Gebäude und beherrscht den Marktplatz

Die Gebäudesubstanz an sich erscheint unverwüstlich. Das Rathaus ist als Kulturdenkmal nach § 28 DSchG BW geschützt und hat wesentlichen Anteil an der Aufnahme Markgröningens in die Deutsche Fachwerkstraße.

## Stadtverwaltung
Der Markgröninger Stadtverwaltung reicht das Rathaus längst nicht mehr aus. Es dient noch als Sitz des Bürgermeisters und der Fachbereiche des internen und externen Services. Darüber hinaus nutzen die Verwaltung und städtische Einrichtungen das benachbarte Gebäude in der Finsteren Gasse 2, das Pfründhaus des Spitals, die Untere Kelter und für das Stadtarchiv Teile vom Wimpelinhof. Außerdem unterhält die Stadt im ehemals neuen Rathaus von Unterriexingen eine Verwaltungsstelle.